# Antonio Caprioli
Antonio Caprioli (Bergamo, 31 marzo 1931 – Seriate, 18 settembre 1990) è stato un calciatore italiano, di ruolo attaccante.

## Carriera
Ala sinistra, cresce tra le file dell'Atalanta, con la quale vince il titolo di campione d'Italia della categoria Ragazzi (l'attuale campionato Primavera) realizzando una doppietta nella finale, disputatasi a Roma contro la Lazio.
Nel campionato di Serie A 1948-1949 entra a far parte stabilmente del giro della prima squadra. Debutta in Serie A il 19 settembre 1948, non ancora diciottenne, sul campo del Novara, e realizza la sua prima rete nella massima serie il 20 marzo successivo, nel pareggio esterno per 1-1 con la Triestina; a fine anno avrà disputato complessivamente 5 partite, con in aggiunta il gol segnato contro la Triestina. Riconfermato per la stagione successiva, gioca un'unica partita, il 28 maggio 1950 sul campo del Torino, e a fine stagione scende in prestito Serie C, con le maglie di Gallaratese (26 presenze e 6 gol) e Lecco, con il quale retrocede in IV Serie nel campionato 1951-1952.
Dopo un'altra annata in IV Serie con il Falck Vobarno, nella quale segna 7 gol in 19 partite, l'Atalanta lo cede definitivamente al Marzoli Palazzolo, dove disputa tre stagioni ancora in IV Serie. Chiude la carriera con un'annata nel Piacenza, nel quale realizza 4 reti in 18 presenze.

## Palmarès

### Giocatore

#### Competizioni nazionali
- IV Serie: 1

Lecco: 1952-1953

#### Competizioni giovanili
- Campionato Ragazzi: 1

Atalanta: 1948-1949